# Slovácký rok

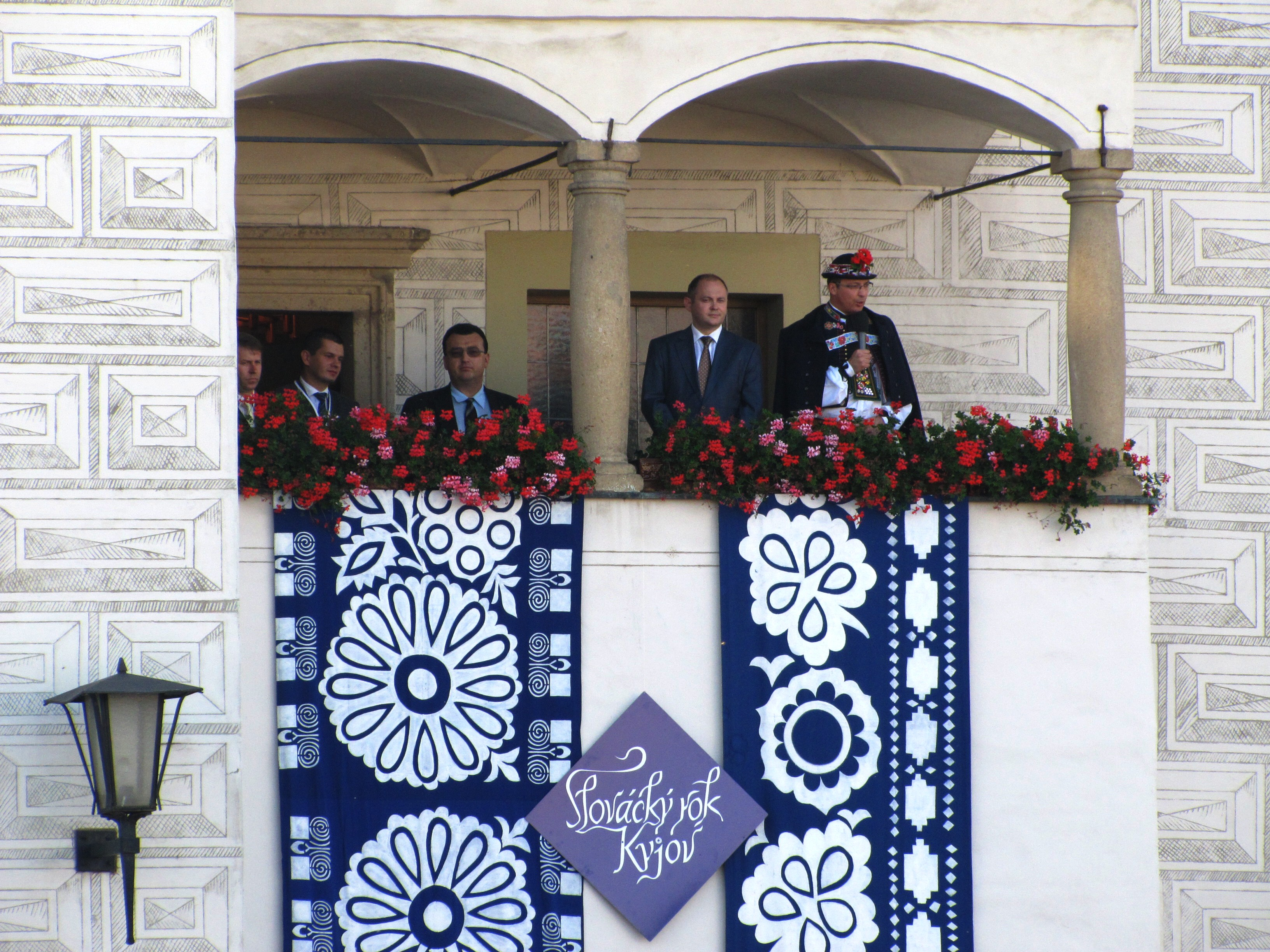
Zahájení slavnosti starostou a hejtmanem z budovy kyjovské radnice v srpnu 2011

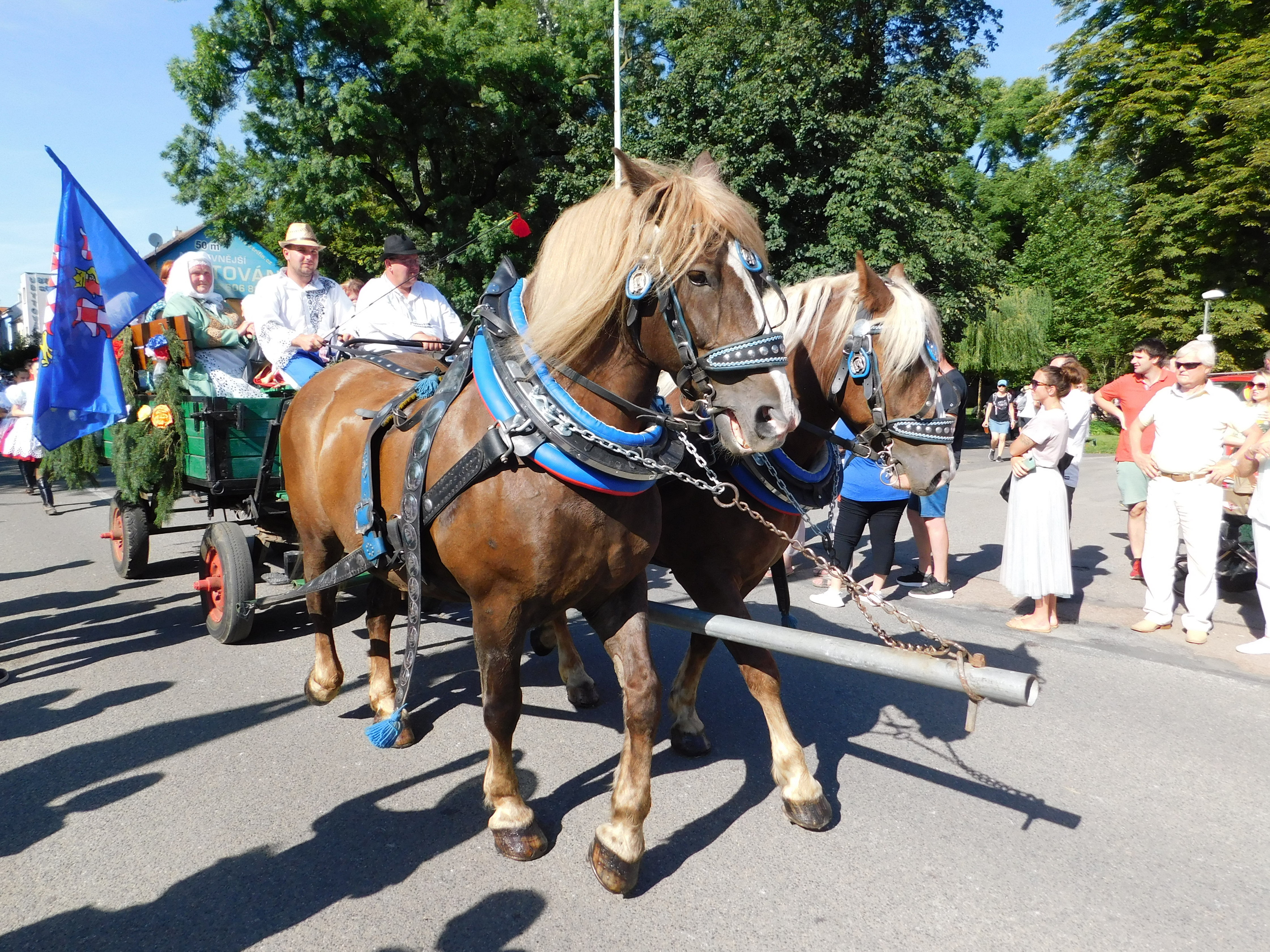
Slovácký rok v Kyjově - vůz se Šardičany v krojovaném průvodu 12. srpna 2023

Slovácký rok je národopisná slavnost pořádaná v Kyjově v okrese Hodonín od roku 1921 a patří mezi nejstarší folklorní festivaly v České republice. Od roku 1971 se opakuje po čtyřech letech, zpravidla trvá tři dny. Jednotlivé obce slováckého Kyjovska zde představují své lidové kroje a zvyky – jízdu králů  (Skoronice), stavění máje (Bukovany) apod. Probíhá také přehlídka dechových a cimbálových muzik, taneční zábavy, jarmark, výstavy, přehlídka dětských souborů, krojovaný průvod aj. Festival probíhá po celém městě (náměstí, park, ulice, muzeum, stadion, letní kino...). Běžně zde účinkuje přes 3 000 lidí.
Na rozdíl od jiných tradičních folklorních slavností v okolí Slovácký rok nevychází z žádné náboženské tradice nebo svátku patrona obce. Členové Sokola a Národních jednot chtěli původně ukázat všechny místní lidové zvyky tak, jak probíhají během celého roku na Slovácku, a probudit zájem o slovácké kroje, které se tehdy už značně vytrácely z běžného života. Dodnes tak přispívá k udržování lidových tradic na Slovácku. Vedle Mezinárodního folklorního festivalu ve Strážnici nebo vlčnovské jízdy králů patří Slovácký rok mezi nejvýznamnější folklórní události východní Moravy. Jde o slavnosti pouze kyjovského Dolňácka bez účasti krojovaných sborů z jiných regionů. 
V roce 2007 počet platících návštěvníků přesáhl 21 000 a vystoupilo zde asi 3 500 účinkujících. V krojovaném průvodu šlo 2 000 lidí ze 33 obcí.

## Historie

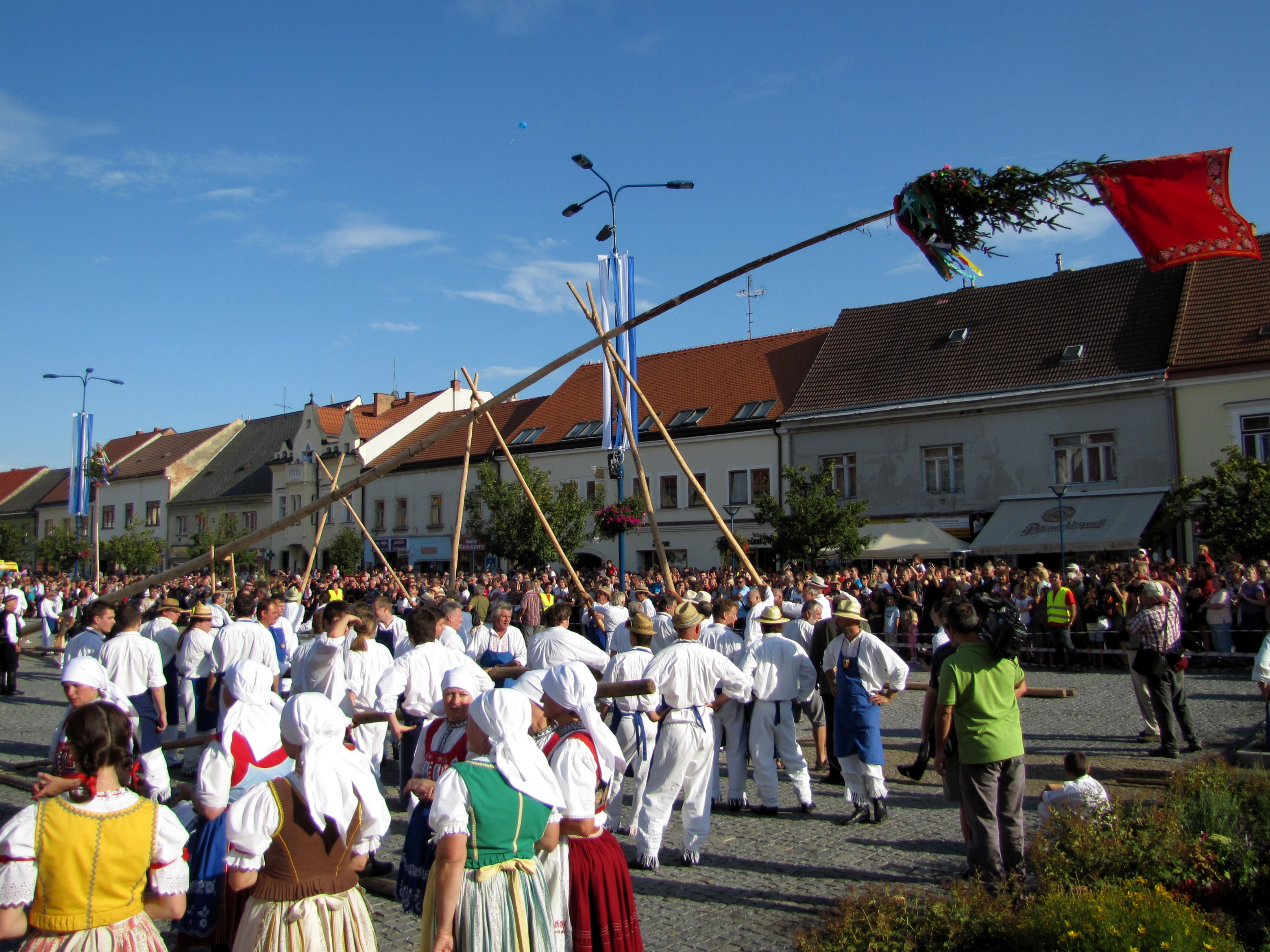
Stavění máje

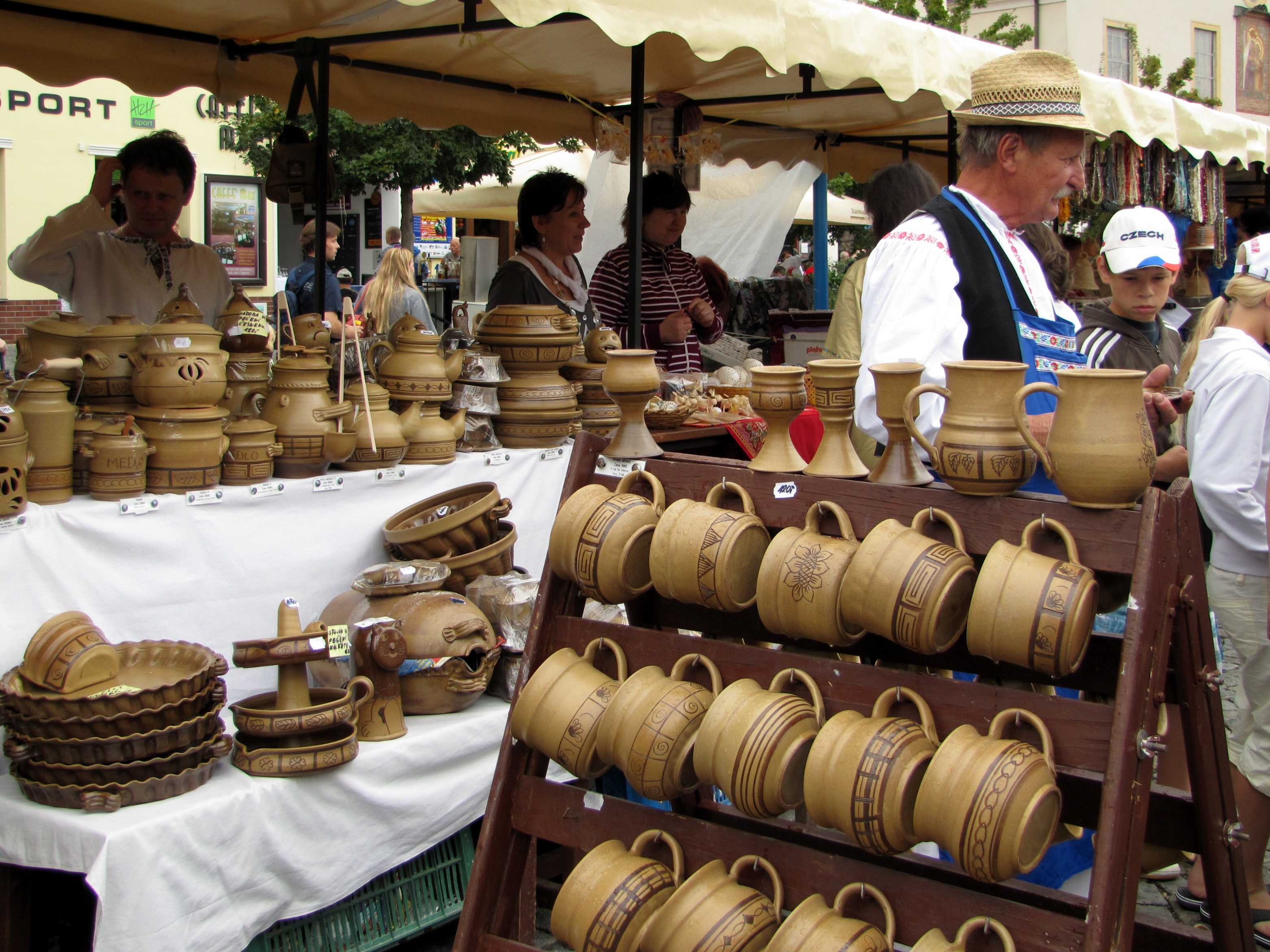
Jarmark

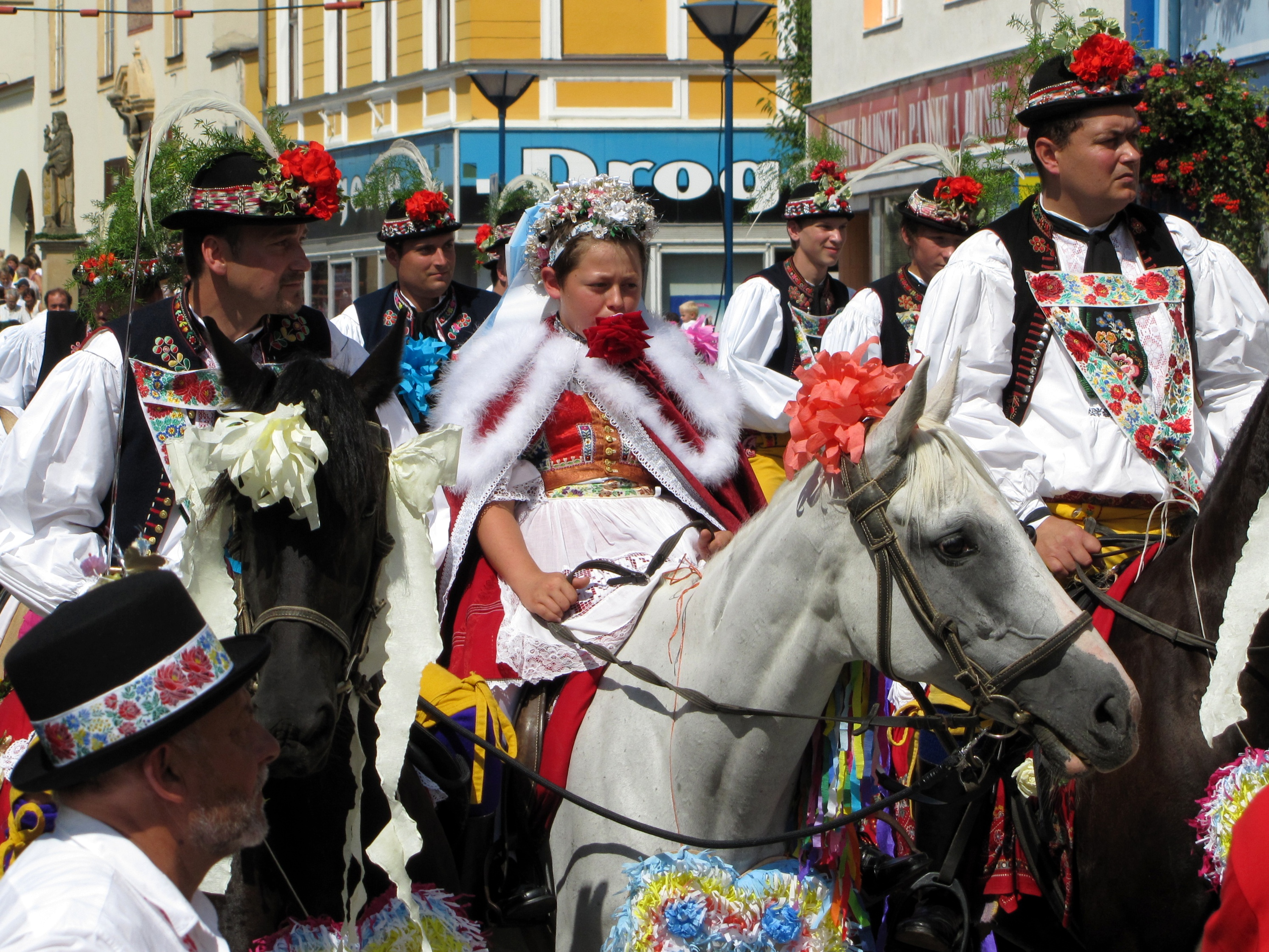
Jízda králů

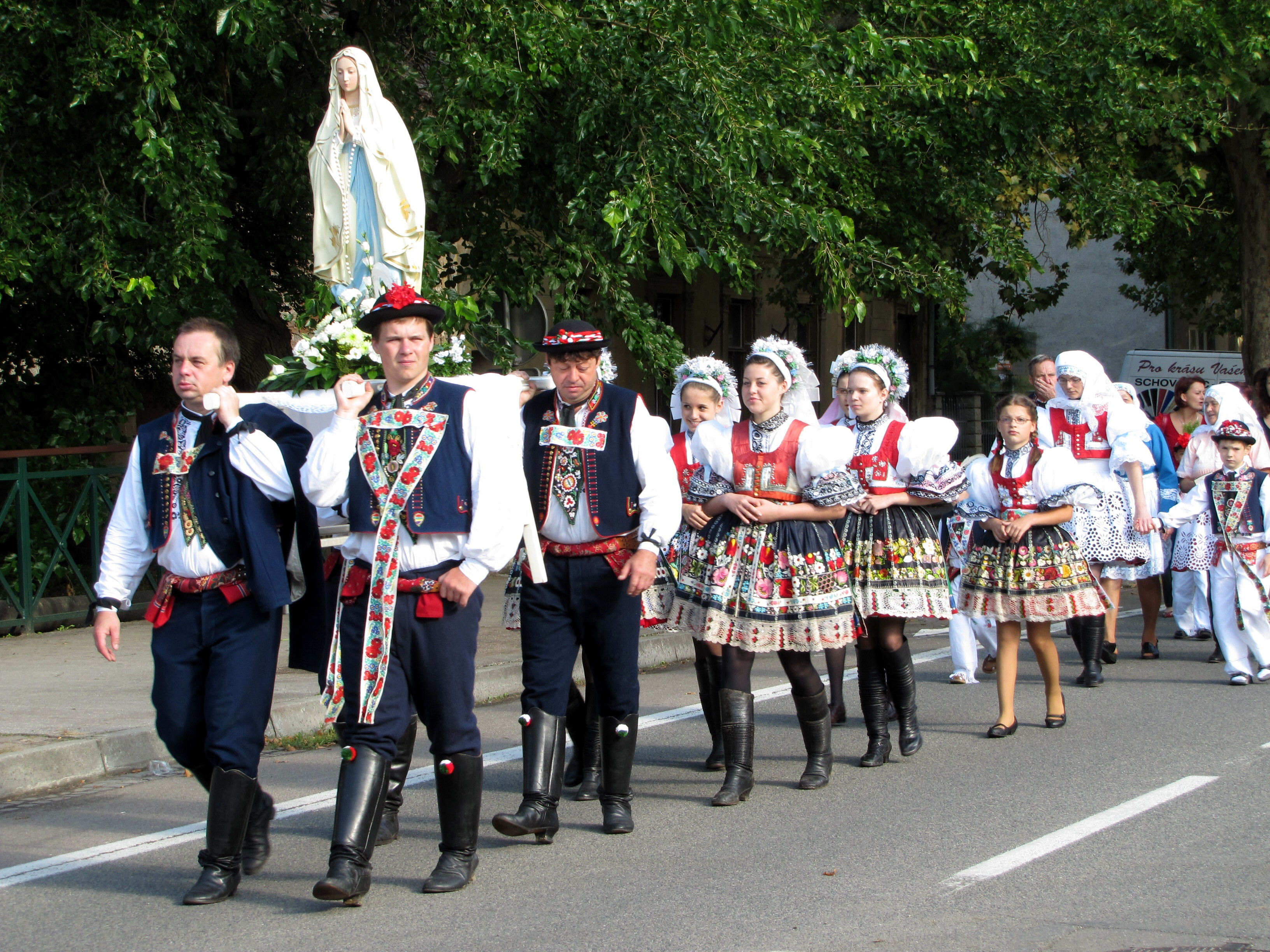
Mariánské procesí

Poprvé byl Slovácký rok uspořádán 14. a 15. srpna 1921 na počest 50. výročí založení místního Sokola. První den se nesl v duchu sokolských oslav. Župních cvičení se zúčastnily sokolské soubory z Francie, Jugoslávie a USA. Druhý den dopoledne sokolská jednota z Vlčnova předvedla Jízdu králů. Odpoledne prošel městem krojovaný průvod a pak na cvičišti u sokolovny byly předvedeny lidové zvyky: Dožínky (obce Ježov, Kelčany, Žádovice), zahájení hodů (Lanžhot), věnec (Bukovany, Sobůlky), stínání berana (Bohuslavice), mlácení kačera (Boršov, Nětčice), šlahačka (Vlkoš), svatba (Milotice, Šardice) a kácení máje (Svatobořice). Slavnosti doplňovala velká národopisná výstava, divadelní představení dramatu Maryša Aloise a Viléma Mrštíků a krojovaná Jízda králů. K popularizaci slavností přispělo i jejich filmování a následné promítání v Evropě i USA. Odhaduje se, že slavnosti zhlédlo až 30 000 návštěvníků. Přítomni byli i někteří zahraniční novináři a spisovatelé. 
Pro příznivé ohlasy byl Slovácký rok opakován hned 4. a 5. června 1922, pak 5. a 6. června 1927, 28. a 29. června 1931. Další slavnosti byly plánovány na rok 1939, ovšem kvůli nepříznivé politické situaci nakonec zrušeny. Po pětadvacetileté přestávce se Slovácký rok znovu konal 23. a 24. června 1956, 18. srpna 1957, 1961 a 1971. V tomto roce bylo rozhodnuto o pořádání Slováckého roku pravidelně každé čtyři roky. 

### Přehled Slováckých roků 1921–2023
- 1. Slovácký rok – 14.–15. srpna 1921
- 2. Slovácký rok – 4.–5. června 1922
- 3. Slovácký rok – 5.–6. června 1927
- 4. Slovácký rok – 28.–29. června 1931
- 5. Slovácký rok – 23.–24. června 1956
- 6. Slovácký rok – 17.–18. srpna 1957
- 7. Slovácký rok – 19.–20. srpna 1961
- 8. Slovácký rok – 13.–15. srpna 1971
- 9. Slovácký rok – 15.–17. srpna 1975
- 10. Slovácký rok – 17.–19. srpna 1979
- 11. Slovácký rok – 12.–14. srpna 1983
- 12. Slovácký rok – 14.–16. srpna 1987
- 13. Slovácký rok – 16.–18. srpna 1991
- 14. Slovácký rok – 10.–13. srpna 1995
- 15. Slovácký rok – 13.–15. srpna 1999
- 16. Slovácký rok – 14.–17. srpna 2003
- 17. Slovácký rok – 10.–12. srpna 2007
- 18. Slovácký rok – 11.–14. srpna 2011
- 19. Slovácký rok – 13.–16. srpna 2015
- 20. Slovácký rok – 15.–18. srpna 2019
- 21. Slovácký rok – 10.–13. srpna 2023

## Kyjovské letní slavnosti
Protože se Slovácký rok koná jednou za čtyři roky, v ostatních letech se pravidelně v polovině srpna pořádají Kyjovské letní slavnosti. V roce 2013 proběhly 18. v pořadí a trvají vždy jeden víkend. Jsou spojeny především s dožínkami. Nejnavštěvovanější bývá jarmark na náměstí s doprovodným programem, který se nezaměřuje jen na folklor. V sobotu bývá pravidelně Žalmanův folkový Kyjov na letním kině nebo výstava a ochutnávka vín. V neděli dopoledne je Mariánská pouť a poutní mše v kostele Nanebevzetí Panny Marie, před nímž se na náměstí shromáždí množství věřících v krojích. Odpoledne městem prochází krojovaný dožínkový průvod. Po oba dny bývá výstava králíků, holubů a drůbeže Českého svazu chovatelů a další akce, jako je program pro děti, divadlo, vystoupení šermířů, cimbálových a dechových muzik, Slováckého souboru Kyjov, mažoretek apod.